# Сестрёнка из преисподней
«Сестрёнка из преисподней» — вторая книга дилогии «Моя жена — ведьма» писателя-фантаста Андрея Белянина. Книга впервые издана в 2001 году.

## Сюжет
Книга повествует о новых приключениях Сергея и Наташи, начавшихся после того, как к ним в гости приехала Таня, шестнадцатилетняя сестрёнка жены, помешанная на Сейлор Мун.
Наташа, уехав на работу, оставляет Таню на попечение Сергея, и та, случайно использовав ведьмин талисман, перемещается из нашего мира в волшебный Город. Сергей с женой отправляются её искать.

Встретившись с сэром Мэлори, своим старым другом, Сергей выясняет, что Таня превратилась в Сейлормун и в данный момент «борется за справедливость», вместе с Такседо Маск и Воинами в матросках, создавая в городе беспорядки. Оставшись на ночь у сэра Мэлори, Сергей подвергается атаке Воинов в матросках, которые на самом деле являются демонессами. С помощью Фармазона он расстреливает их и уничтожает одну из демонесс.
Наутро Сергей просыпается рядом с супругой. Во время завтрака сэру Мэлори звонит мэтр Семецкий. Он передаёт о нападении, и Наташа понимает, что Банни там. Сергей, заклинанием превращённый в зайца, вместе с супругой отправляется к мэтру Семецкому, библиофилу, чтобы вернуть Банни домой. Там он узнаёт, что сестрёнке нужна была карта Тартара. Узнав об этом, Сергей под видом певца вместе с Анцифером и Фармазоном отправляется в Древнюю Грецию. Там он тут же находит проблему в виде приставучего кентавра Кентавраса (которого возможно прислала Наташа). Кое-как отделавшись от него, Сергей входит в пещеру и видит Наташу. Пытаясь спасти её, он получает веслом по голове и теряет память. Придя в себя, Сергей вместе с Наташей и подошедшим Кентаврасом проникают в Тартар. Там он видит полнейший разгром, так как Банни освободила всех грешников. Наташа почему-то покидает отряд, а Сергей вместе с Кентаврасом спасаются от демонесс. Видя, что врата не закрываются, Анцифер приносит Сергею сборник его стихов и просит прочитать про собаку. Сергей читает и уничтожает вторую демонессу, натравив на неё Цербера, и тут же теряет сознание.
В себя Сергей приходит в Городе, но он ничего не помнит о произошедшем. Однако к ним приходит мэтр Семецкий (помолодевший благодаря стиху Сергея) и декламирует им записи Кентавраса, где описано их похождения. Так же Сэмецкий намекает, что у Наташи есть что-то на продажу. Но Наташа опровергает слух, и Сэмецкий уходит. После его ухода она рассказывает Сергею о «Книге Семи Магов» (или «Семь Книг магов»). Она рассказывает, что нашла в Тартаре один из оттисков печати, способной открыть проход к книге.
После разговора Сергея тут же вызывают к Кошкострахусу 5. Придя к нему, Сергей узнаёт, что на крысюков постоянно нападают огненные змеи. А с ними видели одну из демонесс. Поймав одну из змей с помощью огнетушителя, Сергей понимает, что они принадлежат ацтекам. Он отправляется по туннелю и попадает в доколумбову Америку. Там Сергей встречается с аборигенами, избивает жреца и попадает в плен. На суде с помощью Фармазона он собирается поссорить богов и встать под защиту Кецалькоатля. Но Уицилопочтли требует отдать его, и Кецалькоатль вынужден отдать Сергея. Отбиваясь от охраны, Сергей встречает Наташу, которая что-то нашла и спрятала у себя во рту. Их ловят и собираются принести в жертву на пирамиде. Сергей спасает положение, прочтя стих. Но опять всё не так срабатывает — жрецы отпускают только мужчин. Но Сергей не хочет уходить без жены, и его первым кладут на алтарь. Положение спасает Банни, которая распугивает жрецов. Одновременно Сергей видит приход испанцев. Наташа опять исчезает, а Банни вместе с подружками атакует Сергея. Сергей вынужден спасаться от них, а вскоре — и от озверевших испанцев. Банни замораживает их, пытаясь спасти местное население, и велит подругам присматривать за Сергеем. Но как только она уходит,  демонессы снова пытаются его убить. Спасает Сергея снова Анцифер: он приводит священника, который отражает молнию одной из демонесс (в книге в закладке присутствовал кусочек верёвки, которой Иоанн Креститель препоясывал свои чресла). Сергей спокойно уходит, а испанца отпугивает Наташа.
Придя в себя в квартире после болезни, он узнаёт, что Наташа нашла второй оттиск и хочет продать их на аукционе. После разговора она уходит, а Сергей с помощью стиха мирит Фармазона и Анцифера. Но вскоре они опять ссорятся — дело в цепях (которыми кидалась одна из демонесс). Каждый из них отдал свою цепь крысюкам без ведома другого. Вскоре Сергей получает приглашение в баню от сэра Мэлори. Он отправляется в баню и вместе с сэром Мэлони обсуждает Банни, но вскоретеряет сознание. От Фармазона Сергей узнаёт, что его заперли. Прочтя стих, Сергей проходит сквозь дверь и спасает сэра Мэлори и Анцифера. Тут же его пытается соблазнить демонесса, но прекращает когда с Сергея… падает полотенце. Спасаясь от демонессы, Сергей пробегает всю баню, но демонесса настигает его в гардеробной. Она готова убить Сергея, но её останавливает Банни. Она уничтожает последнюю демонессу и исчезает.

## Персонажи
- Сергей Александрович Гнедин — поэт, член Союза Писателей России, муж ведьмы.
- Наталья Владимировна Гнедина — ведьма, волчица-оборотень, жена Сергея Гнедина.
- Банни Цукино (Таня) — двоюродная сестра Наташи, фанатка мультсериала о Сейлор Мун и считающая себя главной героиней.
- Демонессы под видом Воинов в матросках:
  - Сейлор Меркурий (Лада).
  - Сейлор Венера (Екатерина).
  - Сейлор Марс (Эльвира).
  - Сейлор Юпитер (Диана).
- Такседо-Маск (Велиар) — верховный демон преисподней, прикрывающийся личиной героя мультсериала.
- Анцифер — ангел, светлая часть души Сергея Гнедина.
- Фармазон — чёрт, тёмная часть души Сергея Гнедина.
- Сэр Томас Мэлори — волшебник, писатель, почётнейший житель Города.
- Мэтр Семецкий — бессмертный книготорговец, владелец книжной лавке в Городе.
- Кентаврас — кентавр.
- Харон — перевозчик через Лету.
- Цербер — трёхголовый пёс, страж врат Тартара
- Кошкострахус Пятый — генерал, главнокомандующий войска крысюков.
- Кетцалькоатль — один из ацтекских богов.
- Уицилопочтли — кровавый бог ацтеков, требующий человеческих жертвоприношений.

## Интересные факты
- На обложке издания Таня в образе Сейлор Мун рисована по первому сезону, но в руках у неё жезл-калейдоскоп, относящийся к четвёртому сезону (впервые показанному именно в 2001 году), и держит она его наоборот (Сейлор Мун в первом сезоне использует против демонов не жезл, а диадему).
- Первая книга дилогии: Моя жена — ведьма.
- Дилогия также называется «Моя жена — ведьма».